# Friedrich Weber (entomologo)
Friedrich Weber (Kiel, 3 agosto 1781 – Kiel, 21 marzo 1823) è stato un medico, botanico ed entomologo tedesco.
Fu membro delle società mediche di Copenaghen, Parigi e Avignone, delle Società di Ricerca Naturale di Berlino, Jena e Marburgo, delle Società di Fisica di Gottinga e Heidelberg e della Società Farmaceutica di San Pietroburgo. In suo onore venne dato il nome a un genere di alga rossa, Weberella F.Schmitz, 1896.

## Biografia
Friedrich Weber, figlio del medico Georg Heinrich Weber e di sua moglie Philippine Christine, nata Wagemann, nacque a Kiel il 3 agosto 1781. Ha studiato medicina e scienze naturali all'Università di Kiel dal 1799. Dopo aver ricevuto il suo dottorato con una tesi entomologica, si recò a Parigi con Christoph Heinrich Pfaff per motivi di studio.
A Kiel, Weber aiutò intensamente ad allestire ed espandere il giardino botanico che suo padre aveva creato. Nel 1804, fu nominato aggiunto alla facoltà di filosofia, e l'anno seguente, professore associato di filosofia. Nello stesso anno gli fu conferito il dottorato in medicina. Nel 1806 divenne ispettore dell'ospedale accademico, nel 1810 assunse la supervisione del giardino botanico, nel 1811 divenne professore associato di medicina oltre che maestro dell'ospedale accademico. Nel 1814, fece rinnovare e ampliare la struttura.
Dal 1812 Weber diresse il centro di vaccinazione di Kiel e assunse la presidenza onoraria della commissione d'esame statale per i giardinieri reali. Nel 1815 fu nominato professore ordinario di medicina. 

### Attività professionale
Dopo la morte di Daniel Matthias Heinrich Mohr, Weber decise di dedicarsi maggiormente alla medicina pratica, ma non eccelse in questo campo. Come capo del centro di vaccinazione, ha addestrato i laici alla vaccinazione contro il vaiolo. Nel Dänischer Wohld si è vaccinato gratuitamente e ha notato che l'effetto protettivo della vaccinazione è diminuito dopo diversi anni. Nel 1821 propose quindi al Sanitätskollegium di ripetere le vaccinazioni.
Weber era principalmente interessato alla botanica. Si occupava quasi esclusivamente di crittogame, soprattutto di muschi. Nel 1807 pubblicò un libro tascabile su muschi e felci. Questo conteneva una descrizione completa di tutte le felci, i muschi decidui e le epatiche conosciute in Germania a quel tempo. Non ha sufficientemente incluso le piante corrispondenti nello Schleswig-Holstein.
Nel 1803, Weber viaggiò con Mohr nella Svezia meridionale. L'anno seguente scrisse un impressionante rapporto di viaggio con una lista di tutte le piante, soprattutto alghe verdi filamentose, che avevano trovato in quei luoghi. Insieme a Mohr progettò un lavoro sulle alghe, che però non fu realizzato a causa della morte prematura di Mohr. Le illustrazioni già create per quest'opera furono poi acquistate dal re Cristiano VIII di Danimarca, che le regalò.
Dal 1804, Weber e Mohr pubblicarono l'Archiv für die systematische Naturgeschichte. Dal 1805, la rivista si chiamava Beiträge zur Naturkunde. Nel 1815, Weber riuscì a dimostrare che il Isoetes lacustris poteva essere trovato al Einfelder See (lago Einfeld). Questa è stata la prima scoperta nella flora tedesca.
Nel 1816 e nel 1820, Weber ampliò il giardino botanico di una serra ciascuno. Nel 1822, ha descritto tutte le piante lì coltivate in ordine alfabetico in Hortus Kiliensis. Voleva anche rappresentare la storia del giardino, ma non ha completato questo lavoro a causa della sua morte prematura. Inoltre, ha anche lavorato come esperto entomologo. Il suo Nomenclator entomologicus fu pubblicato nel 1795, sotto la guida di Johan Christian Fabricius. 
| F.Weber è l'abbreviazione standard utilizzata per le piante descritte da Friedrich Weber. Consulta l'elenco delle piante assegnate a questo autore dall'IPNI. |

| Weber è l'abbreviazione standard utilizzata per le specie animali descritte da Friedrich Weber. Categoria:Taxa classificati da Friedrich Weber |